# Tenzijski glavobol
Ténzijski glavobòl ali glavobol tenzijskega tipa je vrsta glavobola, za katerega je značilna topa, stiskajoča, neutripajoča obojestranska bolečina, ki se iz zatilja širi proti čelu, ki ne povzroča slabosti in bruhanja in je razmeroma malo občutljiva za svetlobo in hrup. Pogosto je povezan z obremenitvijo, kot so duševni stres, utrujenost in neudobna lega telesa. Traja 30 minut do 7 dni. Kadar se pojavlja več kot 15 dni v mesecu vsaj 6 mesecev v letu in več kot 6 let, govorimo o kroničnem tenzijskem glavobolu. Kadar se pojavlja redkeje kot 15 dni v mesecu, govorimo o epizodičnem tenzijskem glavobolu.

## Razširjenost
Tenzijski glavobol je najpogostejša oblika glavobola. Več kot 50 % celotnega števila glavobolov sodi namreč v to skupino in je vsaj trikrat pogostejši kot migrena. 75 % bolnikov je žensk (med tenzijske glavobole sodijo tudi predmenstrualni glavoboli). 40 % bolnikov ima družinsko nagnjenje h glavobolu. Najmanj 15 % bolnikov doživi napad pred desetim letom starosti. Včasih ga je nemogoče odpraviti in traja vse življenje.

## Zdravljenje
Pri hudih oblikah tenzijskega glavobola so lahko učinkovita zdravila proti migreni, zlasti amitriptilin. Bolniki s pogostimi tenzijskimi glavoboli pogosto prekomerno uporabljajo protibolečinska zdravila. Pri takih bolnikih je pomembno, da se naučijo glavobol nadzorovati tudi z vedenjskimi in psihološkimi pristopi, na primer s tehnikami sproščanja in spopadanja s stresom.